# Consuelo Holzapfel
María Consuelo Holzapfel Ossa (née en 1954 à Valdivia) est une actrice et metteur en scène chilienne.

## Télévision

### Telenovelas
| Telenovelas | Telenovelas             | Telenovelas                  | Telenovelas |
| Année       | Telenovela              | Rôle                         | Chaîne      |
| ----------- | ----------------------- | ---------------------------- | ----------- |
| 1982        | La Gran Mentira         | Viviana                      | TVN         |
| 1983        | El Juego de la vida     | Pilar                        | TVN         |
| 1985        | Marta a las Ocho        | Ana María Prado              | TVN         |
| 1985        | Morir de Amor           | Alejandra                    | TVN         |
| 1986        | La Villa                | Verónica Donoso              | TVN         |
| 1986        | La Dama del balcón      | Perla                        | TVN         |
| 1989        | A la sombra del Ángel   | Cristina                     | TVN         |
| 1990        | El Milagro de vivir     | Clarisa Montes / Elsa Montes | TVN         |
| 1992        | Trampas y Caretas       | Teresa Ríos                  | TVN         |
| 1993        | Jaque Mate              | Érika Aguirre                | TVN         |
| 1994        | Rompecorazón            | Rosemarie Garay              | TVN         |
| 1995        | Estúpido Cupido         | Virginia Buzeta              | TVN         |
| 1996        | Sucupira                | Elena Domínguez              | TVN         |
| 1996        | Loca piel               | Gisela Bonfante              | TVN         |
| 1997        | Oro Verde               | Isabel Ugarte                | TVN         |
| 1998        | Iorana                  | Angélica Riroroko            | TVN         |
| 1999        | La fiera                | Gladys de Cereceda           | TVN         |
| 1999        | Aquelarre               | Alicia Braun                 | TVN         |
| 2000        | Romané                  | Ofelia Lillo / Ofelia Antich | TVN         |
| 2000        | Santoladrón             | Eugenia                      | TVN         |
| 2001        | Pampa Ilusión           | Asunción Echeñique           | TVN         |
| 2002        | El Circo de las Montini | Profesora de Olga IV         | TVN         |
| 2003        | 16                      | Sofía Arias                  | TVN         |
| 2004        | Destinos Cruzados       | Gabriela Flaño               | TVN         |
| 2005        | 17                      | Sofía Arias                  | TVN         |
| 2006        | Entre Medias            | Silvia Contreras             | TVN         |
| 2006        | Montecristo             | Madre de Federico            | Mega        |
| 2007        | Fortunato               | Madre de Ignacia             | Mega        |
| 2007        | Corazón de María        | Laura Cárdenas               | TVN         |
| 2012        | Reserva de familia      | Sofía Guzmán                 | TVN         |